# Мазенод Сволловз
Футбольний клуб «Мазенод Сволловз» (англ. Mazenod Swallows Football Club) — футбольний клуб із Лесото, який базується в місті Мазенод. Клуб був заснований у 1931 році, але проводить домашні матчі на стадіоні «Н'якособа Граунд» у місті Н'якособа через відсутність у Мазеноді відповідного футбольного поля. Клуб грає у другому дивізіоні Лесото після вибуття з Прем'єр-ліги за підсумками сезону 2023—2024 років. Головним тренером клубу є колишній гравець збірної Лесото Тіле Нтсоньяна.